# Graabølle
Graabølle er Johannes V. Jensens digteriske navn for en by i Vesthimmerland.
Man finder navnet i adskillige værker af forfatteren således i romanen Kongens Fald og flere af Himmerlandshistorierne, blandt andet I Mørket, Udflyttergaarden og Thomas i Spanggaarden.
Navnet er også brugt i essayet Fra Graabølle til Chicago.
Andre af hans digteriske navne for himmerlandske byer er Kourum, Kjeldby og Thorrild. 
Om byen skriver Johannes V. Jensen i essayet Graabølle: "Man vil forgæves søge denne himmerlandske By paa Kortet, navnet er mytisk; men Landsbyen er virkelig nok".
Aage Jørgensen sætter Graabølle til virkelighedens Gedsted, mens Kjeldby sættes til virkelighedens Farsø for novellen Wombwell.
Johannes Møllehave angiver omvendt at Graabølle skal forstås som Farsø.
I andre himmerlandshistorier finder man dog også byerne omtalt ved deres virkelige navn.
For Farsø gælder det de mere selvbiografisk-orienterede Jens Jensen Væver og Kirken i Farsø.
Farsø har ladet en vej i byens vestlige ende kalde "Gråbølle".
I Vesthimmerland findes andre stednavne med endelsen "bølle". Det gælder Vesterbølle og Østerbølle ikke langt fra Gedsted.